# Tschechische Meisterschaften im Skispringen 2019

Logo des Tschechischen Skiverbandes

Die tschechischen Meisterschaften im Skispringen 2019 fanden am 30. Juni sowie am 14. September statt. Zunächst wurde der Meister von der Normalschanze ermittelt. Tschechischer Meister von der Areal Horečky in Frenštát pod Radhoštěm wurde Viktor Polášek. Karolína Indráčková gewann den Meistertitel der Frauen.
Der Wettbewerb von der Großschanze wurde auf der Ještěd-A in Liberec ausgetragen. Das Meisterschaftsspringen in Liberec war zwar explizit für internationale Athleten geöffnet, jedoch nahmen lediglich zehn polnische Junioren sowie ein Deutscher am Wettkampf teil. Daher wurde die im Anschluss an das Springen geplante Kürung des Gewinners des offenen Wettkampfes neben den tschechischen Senioren- und Juniorenmeistern überflüssig. Meister wurde der favorisierte Roman Koudelka. Der Wettbewerb fand zusammen mit der Geburtstagsfeier des Berges Ještěd statt. Nachdem die Renovierungs- und Wartungsarbeiten an den Schanzen abgeschlossen wurden und diese wieder ein FIS-Zertifikat erhalten haben, erhoffen sich die Veranstalter ein positives Signal an die FIS schicken zu können, um in naher Zukunft wieder Weltcup-Springen in Liberec abhalten zu können. FIS-Renndirektor Walter Hofer war in Liberec zu Gast.

## Übersicht
| Datum      | Ort                    | Schanze              | Anmerkung            | Sieger               | Zweiter              | Dritter          |
| ---------- | ---------------------- | -------------------- | -------------------- | -------------------- | -------------------- | ---------------- |
| 30.06.2019 | Frenštát pod Radhoštěm | Areal Horečky HS 106 | Männer               | Viktor Polášek       | Vojtěch Štursa       | Roman Koudelka   |
| 30.06.2019 | Frenštát pod Radhoštěm | Areal Horečky HS 106 | Frauen               | Karolína Indráčková  | Zdena Pešatová       | Barbora Blažková |
| 30.06.2019 | Frenštát pod Radhoštěm | Areal Horečky HS 106 | Junioren             | Sebastian Kellermann | Petr Vaverka         | Petr Šablatura   |
| 14.09.2019 | Liberec                | Ještěd-A HS 134      | Männer International | Roman Koudelka       | Filip Sakala         | Čestmír Kožíšek  |
| 14.09.2019 | Liberec                | Ještěd-A HS 134      | Männer National      | Roman Koudelka       | Filip Sakala         | Čestmír Kožíšek  |
| 14.09.2019 | Liberec                | Ještěd-A HS 134      | Junioren             | Benedikt Holub       | Sebastian Kellermann | Radek Rýdl       |

## Ergebnisse

### Männer

#### Normalschanze
Der Wettbewerb von der Normalschanze fand am 30. Juni auf der Areal Horečky (K 95 / HS 106) in Frenštát pod Radhoštěm statt. Es kamen 24 Athleten in die Wertung. Den weitesten Sprung des Tages zeigte der spätere Meister Viktor Polášek mit seinem Sprung auf 107 Metern, für den er von zwei Sprungrichtern die Note 20,0 erhielt.
| Platz | Name                 | Verein                       | Weite 1 | Weite 2 | Punkte |
| ----- | -------------------- | ---------------------------- | ------- | ------- | ------ |
| 01.   | Viktor Polášek       | SK Nové Město na Moravě      | 103,5   | 107,0   | 276,5  |
| 02.   | Vojtěch Štursa       | Dukla Liberec                | 102,5   | 105,0   | 268,5  |
| 03.   | Roman Koudelka       | LSK Lomnice nad Popelkou     | 105,5   | 099,0   | 263,0  |
| 04.   | František Holík      | LSK Lomnice nad Popelkou     | 086,5   | 092,0   | 204,5  |
| 05.   | Filip Sakala         | Dukla Frenštát pod Radhoštěm | 086,0   | 093,0   | 203,5  |
| 06.   | Sebastian Kellermann | Dukla Frenštát pod Radhoštěm | 096,5   | 088,0   | 193,3  |
| 07.   | Petr Vaverka         | Dukla Frenštát pod Radhoštěm | 102,0   | 078,0   | 184,3  |
| 08.   | Petr Šablatura       | Dukla Liberec                | 094,5   | 084,0   | 181,8  |
| 09.   | Tomáš Vančura        | Dukla Liberec                | 091,0   | 075,5   | 171,0  |
| 10.   | Damián Lasota        | TJ TŽ Třinec                 | 077,0   | 085,5   | 170,0  |
| 11.   | Lukáš Kohlberger     | Dukla Liberec                | 093,5   | 078,5   | 169,3  |
| 12.   | Dušan Doležel        | Dukla Frenštát pod Radhoštěm | 082,0   | 095,5   | 164,1  |
| 13.   | Wiktor Pękala        | BZS Szczyrk                  | 084,5   | 092,0   | 157,1  |
| 14.   | Radek Rýdl           | Dukla Liberec                | 085,0   | 086,0   | 145,6  |
| 15.   | Benedikt Holub       | Dukla Frenštát pod Radhoštěm | 073,5   | 093,0   | 134,1  |

#### Großschanze
Der Wettbewerb von der Großschanze fand am 14. September auf der Ještěd-A (K 120 / HS 136) in Liberec statt. Es kamen 29 Athleten in die Wertung. Die weitesten Sprünge des Tages zeigten Roman Koudelka und Filip Sakala mit ihren Sprüngen auf jeweils 135 Metern im ersten Wertungsdurchgang.
| Platz | Name                 | Verein                       | Weite 1 | Weite 2 | Punkte |
| ----- | -------------------- | ---------------------------- | ------- | ------- | ------ |
| 01.   | Roman Koudelka       | LSK Lomnice nad Popelkou     | 135,0   | 130,0   | 334,7  |
| 02.   | Filip Sakala         | Dukla Frenštát pod Radhoštěm | 135,0   | 132,0   | 333,3  |
| 03.   | Čestmír Kožíšek      | LSK Lomnice nad Popelkou     | 132,0   | 120,5   | 308,2  |
| 04.   | Vojtěch Štursa       | Dukla Liberec                | 118,5   | 121,5   | 285,2  |
| 05.   | Viktor Polášek       | SK Nové Město na Moravě      | 124,0   | 110,0   | 267,9  |
| 06.   | Dušan Doležel        | Dukla Frenštát pod Radhoštěm | 109,0   | 097,5   | 215,9  |
| 07.   | Ondřej Pažout        | ASO Dukla Liberec            | 110,0   | 094,5   | 213,1  |
| 08.   | Jan Vytrval          | ASO Dukla Liberec            | 099,5   | 100,5   | 199,2  |
| 09.   | Damián Lasota        | TJ TŽ Třinec                 | 099,5   | 095,5   | 192,2  |
| 10.   | Benedikt Holub       | Dukla Frenštát pod Radhoštěm | 116,0   | 109,0   | 189,0  |
| 11.   | Stanisław Ciszek     | AZS Zakopane                 | 111,0   | 110,0   | 187,3  |
| 12.   | Sebastian Kellermann | Dukla Frenštát pod Radhoštěm | 113,5   | 110,5   | 184,7  |
| 13.   | Jarosław Krzak       | PKS Olimpijczyk Gilowice     | 110,5   | 107,0   | 179,5  |
| 14.   | Tomáš Portyk         | LSK Lomnice nad Popelkou     | 090,5   | 097,0   | 178,7  |
| 15.   | Radek Rýdl           | Dukla Liberec                | 106,5   | 108,0   | 171,6  |

### Frauen

#### Normalschanze
Der Wettbewerb von der Normalschanze fand am 30. Juni auf der Areal Horečky (K 95 / HS 106) in Frenštát pod Radhoštěm statt. Es kamen sieben Athletinnen in die Wertung.
| Platz | Name                | Verein                  | Weite 1 | Weite 2 | Punkte |
| ----- | ------------------- | ----------------------- | ------- | ------- | ------ |
| 01.   | Karolína Indráčková | JKL Desná               | 097,0   | 094,5   | 228,5  |
| 02.   | Zdena Pešatová      | JKL Desná               | 093,0   | 092,0   | 204,0  |
| 03.   | Barbora Blažková    | JKL Desná               | 091,5   | 090,0   | 202,0  |
| 04.   | Štěpánka Ptáčková   | Dukla Liberec           | 083,0   | 089,0   | 185,5  |
| 05.   | Veronica Jenčová    | JKL Desná               | 063,0   | 082,5   | 111,0  |
| 06.   | Hana Fadrhonsová    | JKL Desná               | 045,0   | 049,5   | - 01,5 |
| 07.   | Lucie Svobodová     | SK Nové Město na Moravě | 042,0   | 042,0   | - 19,5 |

### Junioren

#### Normalschanze
Der Juniorenwettkampf von der Normalschanze war in den der Senioren integriert und wurde somit am 30. Juni in Frenštát pod Radhoštěm ausgetragen.
| Platz | Name                 | Verein                       | Weite 1 | Weite 2 | Punkte |
| ----- | -------------------- | ---------------------------- | ------- | ------- | ------ |
| 01.   | Sebastian Kellermann | Dukla Frenštát pod Radhoštěm | 096,5   | 088,0   | 193,3  |
| 02.   | Petr Vaverka         | Dukla Frenštát pod Radhoštěm | 102,0   | 078,0   | 184,3  |
| 03.   | Petr Šablatura       | Dukla Liberec                | 094,5   | 084,0   | 181,8  |
| 04.   | Lukáš Kohlberger     | Dukla Liberec                | 093,5   | 078,5   | 169,3  |
| 05.   | Radek Rýdl           | Dukla Liberec                | 085,0   | 086,0   | 145,6  |

#### Großschanze
Der Juniorenwettkampf von der Großschanze war in den der Senioren integriert und wurde somit am 14. September in Liberec ausgetragen.
| Platz | Name                 | Verein                       | Weite 1 | Weite 2 | Punkte |
| ----- | -------------------- | ---------------------------- | ------- | ------- | ------ |
| 01.   | Benedikt Holub       | Dukla Frenštát pod Radhoštěm | 116,0   | 109,0   | 189,0  |
| 02.   | Stanisław Ciszek     | AZS Zakopane                 | 111,0   | 110,0   | 187,3  |
| 03.   | Sebastian Kellermann | Dukla Frenštát pod Radhoštěm | 113,5   | 110,5   | 184,7  |
| 04.   | Jarosław Krzak       | PKS Olimpijczyk Gilowice     | 110,5   | 107,0   | 179,5  |
| 05.   | Radek Rýdl           | Dukla Liberec                | 106,5   | 108,0   | 171,6  |